# تقی نصر
تقی نصر (۱۲۸۵ تهران - ۱۳۶۴ نیویورک) از کارگزاران اقتصادی دوران پهلوی در سطح داخلی و بین‌المللی، استاد دانشگاه و نویسنده بود.
پدرش نصرالاطباء کاشانی بود. برادر بزرگترش سید علی نصر از بنیانگذاران هنرهای نمایشی در ایران شد. برادر بزرگتر دیگرش محسن نصر نیز از دولتمردان دوره پهلوی شد.
تقی نصر در دارالفنون درس خواند و از دانشجویانی بود که در زمان رضا شاه برای تحصیل به فرانسه فرستاده شدند. پس از کسب دکترای حقوق با رساله‌ای با عنوان حقوق در عصر ساسانی و لیسانس در فلسفه و علوم اجتماعی به ایران بازگشت و به تدریس در دانشکده حقوق و علوم سیاسی دانشگاه تهران پرداخت.
تقی نصر در سال ۱۳۲۸ در کابینه محمد ساعد برای نخستین بار به وزارت رسید و وزارت‌خانه اقتصاد ملی (شامل وزارت‌خانه‌های بازرگانی و صنایع و معادن کنونی) را عهده‌دار شد. وزارت او مدت بسیار کوتاهی بود و در فروردین ۱۳۲۹ کابینه تازه ساعد قبل از اینکه رأی اعتماد بگیرد سقوط کرد. نصر به خارج رفت و در ششم تیر همان سال رزم‌آرا او را در غیابش به عنوان وزیر دارایی کابینه خود به مجلس معرفی کرد. این کار را هم نصر پس از مدت کوتاهی رها کرد.
بقیه کارنامه خدمات نصر عمدتاً در خارج از ایران بود همچون: مدیرعامل بانک کشاورزی، مشاور هیئت بازرگانی و اقتصادی در آمریکا، رئیس اتاق بازرگانی ایران و آمریکا، متصدی بانک بین‌المللی آمریکا، نماینده اداره همکاری‌های فنی سازمان ملل در مصر و رئیس سازمان برنامه.

## آثار
- ابدیت ایران (سه جلد)
- دوره مفصل علم اقتصاد
- تاریخ حقوق ایران از ابتدا تا هجوم عرب